# Penusupan (Randudongkal)
Penusupan is een bestuurslaag in het regentschap Pemalang van de provincie Midden-Java, Indonesië. Penusupan telt 2080 inwoners (volkstelling 2010).